# Amtsgericht Radziejow
Das Amtsgericht Radziejow war ein deutsches Gericht der ordentlichen Gerichtsbarkeit im Bezirk des Landgerichts Litzmannstadt mit Sitz in Radziejow.

## Geschichte
Das Landgericht Hohensalza mit Sitz in Inowrocław (damaliger offizieller Name: Hohensalza) wurde während der deutschen Besetzung Polens 1939 mit Erlass vom 26. November 1940 als Landgericht im Bezirk des  Oberlandesgerichtes Posen gebildet. In Radziejow wurde das Amtsgericht Radziejow als eines von zehn Amtsgerichten dieses Landgerichtes gebildet.
Nach Kriegsende 1945 wurde der Landgerichtsbezirk wieder unter polnische Verwaltung gestellt, und das Amtsgericht Radziejow wurde zu Sąd Rejonowy w Radziejowie bzw. 1950–1975: Sąd Powiatowy w Radziejowie umbenannt.